# Presentazione al Tempio (Gentile da Fabriano)
La Presentazione al Tempio è un dipinto a tempera su tavola (34x25 cm) di Gentile da Fabriano, datato 1423 e conservato nel Musée du Louvre a Parigi. Si tratta dello scomparto destro della predella della pala dell'Adorazione dei Magi, commissionata da Palla Strozzi per la cappella Strozzi di Santa Trinita a Firenze ed oggi conservata agli Uffizi. Agli Uffizi lo scomparto mancante è oggi sostituito da una copia. In origine conservata alle Gallerie dell'Accademia di Firenze, durante il periodo dell'occupazione francese, Vivant Denon la individuò tra le opere da mandare al Musee Napoleon a Parigi, oggetto di spoliazioni napoleoniche , ma non venne restituita con il Congresso di Vienna.  

## Descrizione e stile
Lo scomparto della Presentazione concludeva le storie dell'infanzia di Cristo della predella, accanto alla Natività ed alla Fuga in Egitto. La scena si può dividere in tre parti. Al centro si trova il tempio di Gerusalemme, raffigurato come un elaborato complesso a pianta centrale aperto sul davanti, tramite un loggiato a tre arcate, in modo da mostrare la scena che sta avvenendo all'interno, cioè la presentazione di Gesù alla presenza di Maria, Giuseppe, la Profetessa Anna, Simeone il Giusto e un astante vestito di rosso, forse il sommo sacerdote, oltre a una figura seminascosta dietro l'aureola della Vergine. Vivace è il Bambino, che sembra volersi divincolare dalla presa di Simeone, secondo uno studio dal vero che si riscontra anche in altre opere della maturità dell'artista.
Molto articolata è la costruzione architettonica, con il disegno delle volte in prospettiva intuitiva che ricorda le profonde scene della pittura gotica della seconda metà del XIV secolo.
A destra e a sinistra si trova la rappresentazione di una città ideale, con palazzi, chiese e loggiati costruiti con attenzione minuziosa ai dettagli, come i balconcini, le scale, il ritmo delle volte, ecc. Si tratta di una pura quinta architettonica, sottodimensionata rispetto ai personaggi antistanti. A sinistra assistono alla scena nel tempio due nobildonne, una delle quali, quella sinistra, è abbigliata in maniera particolarmente sontuosa: essa indossa la giornea, tipico abito delle classi più agiate, e in testa porta la "ghirlanda", un copricapo a forma di anello con fiori e rametti intrecciati a un prezioso panno dorato. Esse hanno una postura altera e composta, secondo la raffigurazione tipica della classe signorile.
A destra invece fanno da contraltare le figure di due mendicanti, abbigliati di miseri stracci e pateticamente curvi per la loro indigenza. L'accostamento tra figure grottesche e figure idealizzate è tipico dell'arte tardo gotica, con personaggi formalizzati, privi di connotazioni psicologiche specifiche. Questa antitesi può anche essere letta come una sorta di compiacimento aristocratico nel confronto tra il patinato mondo delle corti e il suo opposto umile e miserevole del popolino.